# Sơn Trung, Khánh Sơn
Sơn Trung là một xã thuộc huyện Khánh Sơn, tỉnh Khánh Hòa, Việt Nam.
Xã Sơn Trung có diện tích 33,53 km², dân số năm 1999 là 1492 người, mật độ dân số đạt 44 người/km².